# Ирак на Светском првенству у атлетици у дворани 2014.
Ирак је учествовао на Светском првенству у атлетици у дворани 2014. одржаном у Сопоту од 7. до 9. марта други пут. Репрезентацију Ирака представљао је један атлетичар, који се такмичио у трци на 60 метара препоне.,
На овом првенству Ирак није освојио ниједну медаљу али је остварен нови национални рекорд.

## Учесници
Мушкарци:
- Амир Шакер — 60 м препоне

## Резултати

### Мушкарци
| Атлетичар  | Дисциплина   | Лични рекорд | Квалификација | Квалификација | Полуфинале           | Полуфинале           | Финале               | Финале       | Детаљи |
| Атлетичар  | Дисциплина   | Лични рекорд | Резултат      | Место         | Резултат             | Место                | Резултат             | Место        | Детаљи |
| ---------- | ------------ | ------------ | ------------- | ------------- | -------------------- | -------------------- | -------------------- | ------------ | ------ |
| Амир Шакер | 60 м препоне | 7,92         | 7,96 НР       | 6. у гр. 1    | Није се квалификовао | Није се квалификовао | Није се квалификовао | 26 / 29 (31) |        |